# ハリー・クラドック
ハリー・クラドック（Harry Craddock、1876年8月29日-1963年1月25日）は、イギリス人のバーテンダー。ロンドンのサヴォイ・ホテルでチーフ・バーテンダーを務めた。1930年には『サヴォイ・カクテルブック』を編纂した。

## 経歴
1876年8月29日にイギリスグロスタシャーストラウドので産まれる。両親は仕立て屋と織物職人であった。
22歳の時に客船テュートニックに乗ってアメリカ合衆国に渡り、クリーブランド、シカゴ、ニューヨークでバーテンダーの修業を積んだ。クラドックは求められると、大都市だけでなくリゾート地のホテルにも赴いた。1908年から4年間は、当時はイギリス領だったバハマのナッソーのコロニアル・ホテルで働いている。クラドックがバーの仕事を選択した動機は不明であるが、アメリカ合衆国時代は飲食業に携わっている。
1916年9月にはアメリカ合衆国国籍を申請し、認可されている。イギリス国籍も保持したままの二重国籍であったが、これは当時は珍しいことではなかった。1917年に第一次世界大戦にアメリカ合衆国が参戦を表明した際には、自ら徴兵に志願している。1917年6月、アイルランド出身のアニー・フィッツジェラルドと結婚する。アニーは未亡人であり、13歳の娘ルイーズ・エミリーがいたが、結婚当時はアイルランドに住むアニーの姉の家に預けられていた。1920年にはルイーズ・エミリーもクラドックらと一緒にマンハッタンに住むことになる。
アメリカ合衆国のいくつかのホテルに勤務していたが、禁酒法が制定された1920年にアメリカを離れ、イギリスのリヴァプールへと妻子と共に移り住んだ。マンハッタンの賃貸住宅の契約は5年分を残したままで解約していなかった。同年、サヴォイ・ホテルのアメリカン・バーで働き始める。ニューヨークの賃貸住宅は後に、娘のルイーズ・エミリーが再びアメリカ合衆国に戻った際に住むことになった。
1930年にクラドックが編纂した『サヴォイ・カクテルブック』初版が発行された。初版には750種類のカクテルの名前、レシピが記されており、今日まで改版が続き、出版され続けている。また、クラドックが創作したカクテルも多数あり、コープス・リバイバーNo.2、ホワイト・レディなどがある。
クラドックの人気は高く、1927年にはロンドンのマダム・タッソー館にクラドックの蝋人形が登場している。
1930年12月には、アメリカの現状視察と称してニューヨークに戻っているが、クラドックのカクテルを求めるサヴォイ・ホテルの顧客の要望もあって短期間で切り上げている。1933年にアメリカの禁酒法は廃止され、アメリカ国内の複数の一流ホテルからバーテンダー復帰の申し出を受けるが、クラドックはこれを断っている。
1934年にはUK Bartenders Guildの設立に関与した。1939年、サヴォイ・ホテルを辞め、ザ・ドーチェスターへ移籍し、その後、ブラウンズ・ホテル(Browns Hotelに移り、1947年に引退した。
引退後、自身の経歴についてはほとんどメディアで語ることはなかったが、1960年の85歳の誕生日に際して記者のインタビューに応じ、1930年代にバッキンガム宮殿に招かれて、当時のイギリス国王ジョージ5世や後に国王となるジョージ6世らにカクテルを作った思い出などを語っている。
1963年に脳溢血のためロンドン郊外の老人ホームで死亡。共同墓地に葬られた。
クラドック自身が私生活を語る人ではなく、妻アニーとの夫婦関係や結婚後の暮らしぶりについては、記録や証言がほとんど残っていないために不明。アニーとの間に子どもは授かっていない。義理の娘ルイーズ・エミリーは結婚後、アイルランドのコークで暮らし、1993年に89歳で亡くなった。
2013年にクラドックとハリー・ジョンソン (バーテンダー)の伝記『The DEANS Of DRINK』（Jared McDaniel Brown、 Anistatia Renard Miller共著、ISBN 978-1907434396）が刊行された。

## 創作カクテル
クラドックが創作したとされるカクテルを以下に挙げる。
- コープス・リバイバーNo.2
- ホワイト・レディ（異説あり）
- ロブ・ロイ[7]
- ブラッド・アンド・サンド[8]
- アラスカ

## 参考書籍
- Williams, Olivia (2014). Gin Glorious Gin:How Mother's Ruin Became the Spirit of London. London: Headline Publishing Group. ISBN 978-1-4722-1534-5